# Censier – Daubenton
Censier – Daubenton – stacja linii 7 metra w Paryżu, położona w 5. dzielnicy.

## Stacja
Stacja została otwarta w 1930 roku na linii 10. Posiada jednonawową halę peronową z dwoma peronami bocznymi. Odcinek ten został włączony do linii 7 w 1931 roku.
Do 1965 roku stacja nosiła nazwę Censier – Daubenton – Halle aux cuirs, odwołującą się do pobliskich ulic – Rue Censier i Rue Daubenton – a także do targu garbarzy (fr. halle aux cuirs) położonego w okolicy nad rzeką Bièvre (dziś skanalizowana na paryskim odcinku).
W kwietniu 2010 roku stacja otrzymała oświetlenie diodami elektroluminescencyjnymi. Była to pierwsza na świecie stacja oświetlona tą metodą. Pozwoliło to zmniejszyć o połowę ilość energii pochłanianej przez oświetlenie. 

## Przesiadki
Stacja umożliwia przesiadki na autobusy dzienne RATP i nocne Noctilien.

## Otoczenie
W pobliżu stacji znajdują się:
- kościół św. Medarda
- Muzeum Historii Naturalnej
- Institut supérieur des Arts appliqués
- Institut national agronomique Paris-Grignon
- Rue Mouffetard, ważna ulica handlowa
- Uniwersytet Paris III